# Saint-Groux
Saint-Groux è un comune francese di 140 abitanti situato nel dipartimento della Charente, nella regione della Nuova Aquitania.

## Società

### Evoluzione demografica
Abitanti censiti